# Texasdeutsch

In Gillespie County wird heute noch Texasdeutsch gesprochen.

Texasdeutsch ist eine Varietät der deutschen Sprache, die von den Nachkommen der Deutschamerikaner gesprochen wird, die ab Mitte der 1850er Jahre zumeist über die Auswanderergesellschaft „Mainzer Adelsverein“ nach Texas kamen. Darunter waren auch diejenigen Deutschen, die unter Führung des Adelsvereins-Vorsitzenden Prinz Carl zu Solms-Braunfels 1846 die Stadt Fredericksburg gründeten. Auch die Städte New Braunfels, Boerne, Schulenburg, Weimar und Comfort wurden von diesen Deutschen gegründet. Zur Blütezeit des Texasdeutschen, die von etwa 1880 bis zum Ersten Weltkrieg dauerte, sprachen es im Texas Hill Country, einer zentraltexanischen Region, mehr als hunderttausend Einwohner.

## Geschichte
Deutsche Einwanderer kamen über eine längere Zeitspanne nach Texas, das nach zehnjähriger Unabhängigkeit 1845 Bundesstaat der USA wurde. Die Fredericksburg-Siedler isolierten sich von den anderen Texanern durch ihre Weigerung, Englisch zu lernen, und bildeten im Hill Country um Fredericksburg eine Sprachinsel. Diese Periode der Isolation endete mit dem Umzug der Gillespie County Fair im Jahr 1889 nach Fredericksburg. Die Gemeinde begann nach 1900, Englischlehrer in öffentlichen Schulen einzustellen, und im Ersten Weltkrieg wurde der Deutschunterricht ganz verboten. Die Deutschfeindlichkeit auch während des Zweiten Weltkriegs besiegelte den Untergang des Texasdeutschen endgültig. Heute wird es nur noch von älteren Menschen gesprochen.
Im Jahr 1907 gab es in Texas etwa 90.000 (2,57 % der Bevölkerung) Texasdeutsch-Sprecher, und bis 1940 stieg ihre Zahl auf etwa  160.000 (2,49 %). In den 1960er Jahren waren nur noch etwa 70.000 (0,73 %) Sprecher übrig. Heute gibt es schätzungsweise nur noch etwa 5.000 (0,017 %). Es wird erwartet, dass Texasdeutsch bis 2035 ausstirbt.

## Sprache
Texasdeutsch kennt keinen Genitiv sowie Zusammenfall von Dativ und Akkusativ. Im Übrigen wurde es im Laufe des 20. Jahrhunderts mehr und mehr zu einer deutsch-englischen Mischsprache und unterliegt infolgedessen vielfach Regeln, die von der jeweiligen sozialen Kontaktsituation abhängig sind. An der University of Texas in Austin widmet sich der Germanist Hans Christian Boas dem Texasdeutschen.
Vom Texasdeutschen, das sich nahe am Standarddeutschen bewegt, zu unterscheiden ist das Texas-Elsässische (Texas Alsatian), eine aussterbende Varietät des Elsässischen, die mit Stand 2012 noch von wenigen Personen im Medina County gesprochen wurde.

## Vergleich mit Deutsch und Englisch
| Texasdeutsch | Hochdeutsch | Englisch |
| ------------ | ----------- | -------- |
| Stinkkatze   | Stinktier   | skunk    |
| Luftschiff   | Flugzeug    | airplane |
| County       | Landkreis   | county   |
| Blanket      | Decke       | blanket  |
| all          | alle/leer   | gone     |